# Schachmeister
Schachmeister ist die Bezeichnung für einen starken Schachspieler. Es handelt sich um keinen offiziellen Titel. In den Anfangsjahren des Schachsports schmückten sich starke Schachspieler oft selbst mit Bezeichnungen wie „Schachmeister“ oder „Schachgroßmeister“. Auch verliehen nationale (oder regionale) Verbände nach vielfach abweichenden Kriterien Meisterränge. Hierfür wurden die Leistungen eines Spielers in Turnieren und Wettkämpfen zugrunde gelegt.
Mit der Einführung des Großmeistertitels durch den Weltschachbund FIDE im Jahr 1950 wurde der erste standardisierte und international anerkannte Titel geschaffen. Einige Spieler erhielten diese Auszeichnung in Anerkennung ihrer früherer Leistungen. Ansonsten war zunächst die Qualifikation für ein Kandidatenturnier maßgeblich. Später kamen nach und nach weitere Ehrenbezeichnungen hinzu (Internationaler Meister, FIDE-Meister …), wobei der Großmeistertitel nach wie vor der höchste Titel blieb. Außerdem wurden die Kriterien für das Erreichen eines Titels auf andere Turniere ausgedehnt und präzisiert. Um Großmeister und Internationaler Meister zu werden, ist das Erspielen von so genannten Normen notwendig, d. h. das erfolgreiche Abschneiden in besonders stark besetzten internationalen Turnieren. Die Stärke des Teilnehmerfeldes wird dabei durch die Elo-Zahlen der teilnehmenden Spieler objektiv berechnet. Für die anderen Meistertitel gelten entsprechende Regularien.
Meistertitel werden von der FIDE lebenslang verliehen. Das bedeutet, dass ein Spieler auch dann seinen Titel behält, wenn seine Spielstärke im Alter stark nachlässt. Allerdings kann ein Meistertitel durch einen Beschluss der FIDE auch wieder entzogen werden, z. B. wenn grob unsportliches Verhalten vorliegt. Beispielsweise wurde der tschechisch-lettische Schachspieler Igors Rausis dabei ertappt, dass er bei Turnierpartien sein Smartphone als verbotenes elektronisches Hilfsmittel nutzte. Ihm wurden daraufhin im November 2019 von der Ethik-Kommission der FIDE sämtliche Meistertitel als Teil der Sanktion entzogen.
Von diesen reinen Ehrenbezeichnungen zu unterscheiden sind Wettkampftitel, die durch den Gewinn einer Meisterschaft gewonnen werden (wie beispielsweise der Weltmeistertitel). Diese Titel dürfen – wie in anderen Sportarten auch – jeweils nur vom aktuellen Titelträger, also dem Gewinner der letzten Meisterschaft, getragen werden.
Bei der Bezeichnung „Super-Großmeister“ handelt es sich um einen inoffiziellen Titel, für den es keine präzise Definition gibt. Meist versteht man darunter die Spieler der absoluten Weltspitze, also z. B. alle Spieler mit einer Elo-Zahl von mehr als 2700.
Der Meistertitel wird im schachlichen Kontext wie ein Namenszusatz geführt, ähnlich wie der Doktortitel im akademischen Kontext, so z. B. GM Carlsen. Dabei ersetzt der ranghöchste Titel jeweils alle zuvor erworbenen Meistertitel.
Meistertitel stehen Spielern und Spielerinnen gleichermaßen offen, obwohl der weit überwiegende Teil der Titelträger männliche Spieler sind. Berühmte Schachspielerinnen, die einen Großmeistertitel tragen, sind z. B. Judit Polgár oder Hou Yifan. Daneben gibt es auch noch Meisterinnen-Titel speziell für Frauen, die jedoch niedrigere Anforderungen zum Titelerwerb stellen und damit weniger prestigeträchtig sind.
Im Fernschach gibt es ähnliche Titel.

## Meistertitel für Schachspieler
| Kürzel | Titel                             | Kriterium              |
| ------ | --------------------------------- | ---------------------- |
| GM     | Großmeister                       | drei Normen von 2600+  |
| IM     | Internationaler Meister           | drei Normen von 2450+  |
| FM     | FIDE-Meister                      | Erreichen von Elo 2300 |
| CM     | Meisterkandidat, Candidate Master | Erreichen von Elo 2200 |

Früher hieß der GM-Titel IGM (Internationaler Großmeister).
(Für den Erwerb des IM-, FM- bzw. CM-Titels gibt es unabhängig davon noch andere Möglichkeiten. Den GM-Titel erhält auch die Weltmeisterin der Frauen.)

## Meistertitel für Schachspielerinnen
| Kürzel | Titel                                                           | Kriterium              |
| ------ | --------------------------------------------------------------- | ---------------------- |
| WGM    | Großmeisterin der Frauen, Woman Grandmaster                     | drei Normen von 2400+  |
| WIM    | Internationale Meisterin der Frauen, Woman International Master | drei Normen von 2250+  |
| WFM    | FIDE-Meisterin der Frauen, Woman FIDE-Master                    | Erreichen von Elo 2100 |
| WCM    | Meisterkandidatin der Frauen, Woman Candidate Master            | Erreichen von Elo 2000 |

(Für den Erwerb des WIM-, WFM- bzw. WCM-Titels gibt es unabhängig davon noch andere Möglichkeiten.)